# لهمیا
لهمجا (به لاتین: Lehmja) یک منطقهٔ مسکونی در استونی است که در دهستان رائه واقع شده‌است. لهمجا ۳۷ نفر جمعیت دارد.